# Полунин, Максим Николаевич
Максим Николаевич Полунин (род. 23 июня 1975) — казахстанский прыгун с трамплина, участник Олимпиады-2002. Мастер спорта Республики Казахстан международного класса. Многократный чемпион республики Казахстан. Победитель и призёр Кубков СССР и СНГ. Победитель и призёр международных соревнований.

## Биография
На Олимпиаде — 2002 в Солт-Лейк-Сити был 38-м на нормальном трамплине, 48-м — на длинном трамплине и 13-м — в командном первенстве.
Участник чемпионатов мира 1993, 1999 и 2003 годов. Лучший результат — 48-е место в Рамзау в 1999 году на нормальном трамплине.
Победитель зимней Азиады 1996 года город Харбин в командных зачёте (соревнования носили статус показательных).
Бронзовый призёр зимней Азиады 2003 года в командном зачёте.